# Канталь (сир)
Канталь (фр. Cantal) — твердий (і напівтвердий) французький сир, що виготовляється в провінції Овернь; один з найстаріших французьких сирів. Аромат Канталю трохи нагадує чеддер, — сильний, гострий вершковий смак, що посилюється з часом. Канталь отримав офіційну сертифікацію (AOC) 1980 року.

## Виготовлення
Канталь відноситься до пресованих неварених сирів. Молоко перетворюють на створожену масу, яку віджимають в спеціальних формувальних чанах. Сир зріє в прохолодному сховищі на полицях від трьох до шести місяців, іноді до року. Весь час дозрівання сирні голови регулярно перевертають та обмивають водою.
В Оверні досить суворий клімат, і сир запасали на зиму. Тому головка сиру канталь дуже велика — до 50 см в діаметрі (1 фут) та вагою до 40 кг. Головка сиру канталь круглої форми; всередині сирна м'якоть ніжно-жовтого кольору, товста кірка золотистого кольору, з цвіллю із червоними крапками.

## Сорти

### За типом молока
Існує два типи сиру канталь: 
- Cantal Fermier — фермерський сир, що виготовляється із сирого молока;
- Cantal Laitier — комерційний, масовий варіант сиру; виготовляється із пастеризованого молока.

Обидва види проходять строгий контроль якості. Використовується молоко корів салерської породи, яких з 15 листопада до 15 квітня годують сіном; літнє молоко корів тієї ж породи використовується для виготовлення сиру салер.

### За часом дозрівання
За часом дозрівання розрізняють три різновиди сиру: 
- молодий (Cantal jeune; дозріває за 1–2 місяці);
- середній або позолочений (Cantal doré; 2–6 місяців);
- старий, витриманий (Cantal vieux; більше 6 місяців).

Старий канталь становить близько 20 % від виробленого сиру. Він твердий і при належному зберіганні не псується до півтора років. Цей сир має сильний специфічний смак і дуже рідко експортується з регіону.
Сильно витриманий канталь має яскраво виражений смак, молодий сир — солодкуватий смак сирого молока. Канталь пахне землею.

## Жирність та використання
Жирність канталю — 45 %. Його використовують у супах, салатах, стравах з картоплі, у фондю. Фермерський сир Cantal Fermier може містити бактерію Listeria на кірці, оскільки виготовляється із сирого молока, тому кірку не їдять. Також сир із непастеризованого молока не підходить дітям, літнім людям та людям з імунодефіцитом.